# Dżibuti
Dżibuti (fr. Djibouti, arab. ‏جيبوتي‎), Republika Dżibuti (fr. République de Djibouti, arab. ‏جمهورية جيبوتي‎) – państwo we wschodniej Afryce, nad Zatoką Adeńską i cieśniną Bab al-Mandab. Graniczy z Somalią (de facto z Somalilandem), Etiopią i Erytreą.
Dawne nazwy Dżibuti: Somali Francuskie, Francuskie Terytorium Afarów i Isów.

## Polityka

### Ustrój polityczny
Według konstytucji z 1992 roku, Dżibuti jest republiką, w której głową państwa jest prezydent, wybierany w wyborach powszechnych na 6-letnią kadencję. Pierwszym prezydentem był Hasan Guled Aptidon.
Władze wykonawczą sprawują premier i rząd, powoływani przez prezydenta.
Władzę ustawodawczą sprawuje jednoizbowy parlament – Izba Deputowanych z 65 deputowanymi, wybieranymi w wyborach powszechnych na 5-letnią kadencję.

### Partie polityczne
- RPP – Ludowe Zgromadzenie na rzecz Postępu
- FRUD – Front na rzecz Przywrócenia Jedności i Demokracji

Zobacz też artykuł: Wybory prezydenckie w Dżibuti w 2021 roku.

## Podział administracyjny
Dżibuti jest podzielone na 6 jednostek administracyjnych pierwszego rzędu (5 regionów i 1 miasto), które dzielą się następnie na 11 dystryktów.

## Siły zbrojne
| Siły zbrojne                                | Siły zbrojne                      |
| ------------------------------------------- | --------------------------------- |
| Wiek zdolności do służby wojskowej          | 18                                |
| Zdolni do służby wojskowej wiek 18-49       | mężczyźni: 95 328 kobiety: 87 795 |
| Przeszkoleni do służby wojskowej wiek 18-49 | mężczyźni: 46 020 kobiety: 42 181 |
| Wydatki na wojsko                           | 29,05 mln USD (2005)              |
| Wydatki na wojsko % PKB                     | 3,8% (2006)                       |

Siły powietrzne kraju nie posiadają własnych samolotów.
W Dżibuti w latach 1962–2011 stacjonowała 13 Półbrygada Legii Cudzoziemskiej.
W kraju znajdują się bazy wojskowe USA, Francji, Japonii, Hiszpanii, Włoch oraz od 2017 Chin.

## Historia
Tereny obecnego Dżibuti zamieszkiwały od wielu wieków plemiona Afarów i Issów, które prowadziły stałe kontakty handlowe z Arabami. Doprowadziło to do przyjęcia przez nich islamu jako własnej religii. W 2. połowie XIX wieku Francuzi zainteresowali się terenami Rogu Afryki, położonymi nad Zatoką Adeńską. W latach 80. XIX wieku Francuzi utworzyli w tym regionie protektorat Somali Francuskie z gubernatorem Léoncem Lagardem. Somali Francuskie stało się jedną z francuskich kolonii w Afryce. W roku 1947 kolonia zyskała status terytorium zamorskiego Francji, a w roku 1967 nazwa została zmieniona na Francuskie Terytorium Afarów i Isów. 27 czerwca 1977 roku Terytorium uzyskało niepodległość pod nazwą Dżibuti. Na czele Republiki Dżibuti stanął Hassan Gouled Aptidon.
W latach 90. kraj doświadczył wojny domowej i klęski głodu. Konflikt spowodowany był rywalizacją pomiędzy rządzącymi Issami i opozycyjnymi Afarami. Rząd wsparty został zbrojnie przez Francję. W roku 1994 walki zakończyły się porozumieniem pokojowym.
W 2008 roku miał miejsce nierozstrzygnięty zbrojny konflikt graniczny między Dżibuti i Erytreą. Dżibuti zostało wsparte przez rząd Francji.

## Geografia

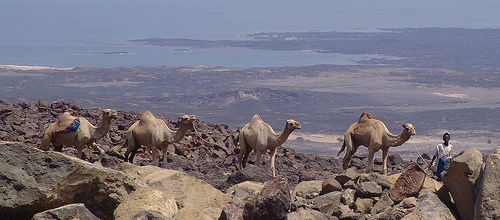
Krajobraz jeziora Asal

Państwo położone we wschodniej Afryce na Półwyspie Somalijskim. Leży nad Morzem Czerwonym, Zatoką Adeńska i cieśniną Bab al-Mandab. Graniczy z Somalią, Etiopią i Erytreą.
Dżibuti zajmuje obszary o charakterze pustynnym i półpustynnym. Powierzchnia górzysto-wyżynna, charakterystycznym krajobrazem są pasma gór zrębowych (na północy góry Mabla i Goda), które stanowią przedłużenie Gór Danakilskich, położonych w Erytrei. Topografia kraju ukształtowana jest głównie przez działalność wulkaniczną. Na terenie Dżibuti znajduje się najniższy punkt Afryki – Jezioro Asal – 150 m p. p. m.
Klimat podrównikowy suchy, gorący, pustynny.

## Gospodarka

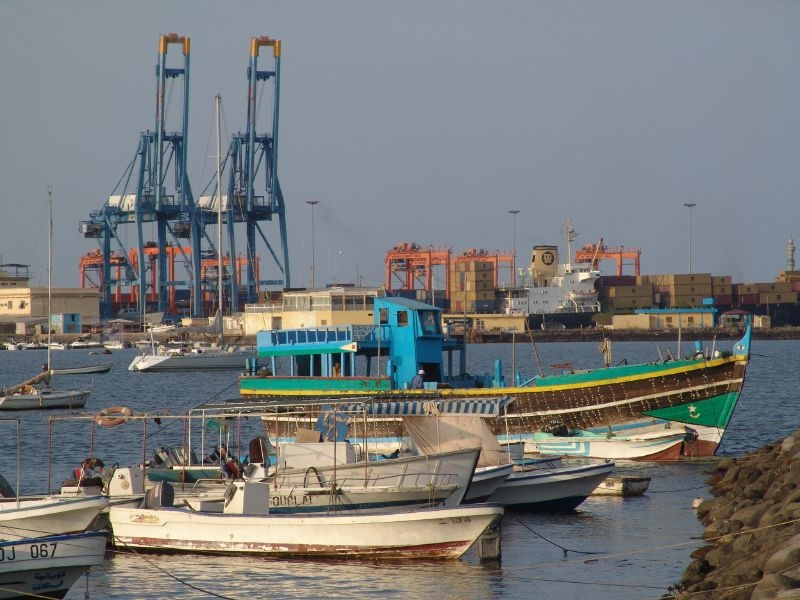
Port w Dżibuti.

Dżibuti jest dynamicznie rozwijającym się krajem. Dzięki strategicznemu dostępowi do Morza Czerwonego w kraju duże znaczenie odgrywają usługi, głównie transportowe. Nowoczesny port oraz strefa bezcłowa zapewniają duże dochody dla budżetu państwa z opłat tranzytowych oraz podatków pośrednich. Port w Dżibuti oraz linia kolejowa łącząca stolicę kraju z Addis Abebą obsługuje prawie w całości transport towarów z Etiopii. Ogromne inwestycje chińskich firm przyczyniają się do wzrostu gospodarczego kraju. Pomimo tego 23% obywateli Dżibuti żyje poniżej progu ubóstwa, a 39% pełnoletnich mieszkańców jest bezrobotnych. Kraj uzależniony jest od importu żywności.

## Demografia
Ludność Dżibuti składa się z dwóch głównych grup: Somalów (Issa), którzy tworzą ok. 60% społeczeństwa i Afarów (ok. 35%). Pozostałe 5% przypada na Europejczyków (głównie Francuzów i Włochów), Arabów i Etiopczyków. Na początku lat 90. między Afarami i Issami dochodziło na tle narodowościowym do zamieszek, które przerodziły się w krótkotrwałą wojnę domową.
Dominującą religią jest islam, chrześcijanie tworzą niewielką grupę, reprezentowaną przede wszystkim przez Europejczyków.
Choć oficjalnie językami urzędowymi są arabski i francuski, w użyciu jest także język somalijski i język afar.

### Religia
Struktura religijna kraju w 2018 roku według Encyklopedii Britannica:
- islam – 94.1%
- chrześcijaństwo – 4.4%:
  - katolicyzm – 1,4%
  - Kościół etiopski – 3%
- inne, lub brak religii – 1,5%.

## Media
Rząd ma w posiadaniu główne gazety krajowe (La Nation) oraz Radiodiffusion-Television de Djibouti (RTD), która kontroluje krajowe radio i telewizję. W Dżibuti nie ma prywatnych stacji.
Rząd kontroluje prawie wszystkie elektroniczne media. Prywatne gazety i inne publikacje są generalnie udostępnione do wolnego obiegu, ale pod warunkiem że dziennikarze sami się cenzurują. Oficjalne media są bezkrytyczne wobec rządu.

### Prasa
- „La Nation”[10] – dziennik rządowy
- „La Republique” – periodyk opozycyjny
- „Le Renouveau” – prowadzony przez opozycję

### Radio
- Radio Djibouti[11] – kontrolowana przez RTD

### Telewizja
- Djibouti Television[12] – kontrolowana przez RTD

### Agencje informacyjne
- Agence Djiboutienne d’Information[13] – państwowa agencja informacyjna

## Nauka i oświata
Nauka w szkołach odbywa się na ogół w języku francuskim. Coraz większą popularność zdobywają szkoły koraniczne. W kraju funkcjonuje Uniwersytet Dżibuti założony w 2006.

## Siły francuskie stacjonujące w Dżibuti
Dżibuti jest jednym z priorytetowych terenów dla Francji ze względu na ochronę szlaków handlowych na Morzu Czerwonym. Zostało to zapisane w Białej Księdze Obrony i Bezpieczeństwa Narodowego z 2013 roku.
Obecnie stacjonowanie sił francuskich na terenach Dżibuti reguluje Traktat o współpracy obronnej z grudnia 2011 roku. Wcześniej współpraca opierała się na traktacie z 1977 roku.
Siły francuskie stacjonujące w Dżibuti tworzą wysuniętą bazę operacyjną, która umożliwia szybką reakcję w sytuacji kryzysów w regionie Oceanu Indyjskiego oraz Bliskiego Wschodu.
Dżibuti tworzy ważny region dla Sił Zbrojnych Republiki Francuskiej pozwalający na prowadzenie skutecznych działań militarnych.

### Rządowe
- Strona oficjalna (fr.)

### Wiadomości
- AllAfrica (ang.)
- Przegląd prasy codziennej (ang. • fr.)

### Inne
- Katalog stron na Yahoo. dir.yahoo.com. [zarchiwizowane z tego adresu (2009-01-19)].